# 常德桃花源机场
常德桃花源机场（曾称常德斗姆湖机场）位於湖南省常德市，是一個國內民用機場。

## 歷史
机场始建于1958年、1964年用“运五”飞机开通了常德至长沙客货航班。
1958年，常德桃花源机场始建。
1986年，常德桃花源机场第一次扩建，扩建后为3C级机场。
1993年12月，为适应航空市场发展，常德桃花源机场进行了第二次扩建，按国家技术标准设计修建为4C级民用机场。
1996年8月，常德桃花源机场复航。
2007年，常德桃花源机场扩建工程启动。
2008年1月，中国民用航空中南地区管理局会同省发改委等部门对常德桃花源机场扩建规划进行了行业评审。
2009年1月，湖南省发改委下发专项批复，常德桃花源机场扩建项目以2020年为建设目标年，飞行区等级为4D，设计年旅客吞吐量为220万人次，货邮吞吐量为1.6万吨，飞机起降架次为2.1万架次，总投资5.93亿元。
2011年2月26日，常德市政府与湖南机场股份有限公司正式签订《关于加快桃花源机场建设发展的框架协议》，全面启动机场扩建工作，并明确机场新航站楼建筑面积约为2万平方米，站前广场建筑面积约为1.8万平方米，建设工期两年。
2012年12月16日，常德桃花源机场扩建工程新航站楼正式开工。
2015年12月21日，民航中南地区管理局组织了常德桃花源机场扩建工程行业验收。
2015年12月22日，常德桃花源机场新航站楼正式投入运行。
2019年7月1日，湖南省发改委批复了常德桃花源机场临时口岸开放建设项目。
2019年9月24日，国家口岸办正式复函同意外籍客运飞机从常德桃花源机场临时出入境，时间为2019年11月8日至2020年2月8日。
2019年11月25日，上午11时，年旅客吞吐量首次突破100万人次。
2019年12月11日，晚8:40分，泰国曼谷直飞常德桃花源机场的VZ3600次航班平稳降落，随即常德桃花源机场航空口岸临时开放暨常德=曼谷航班首航仪式隆重举行。该机场成为湖南省第3个国际口岸机场。
常德桃花源机场扩建工程于2007年启动，并在2009年1月获湖南省发改委专项批复。2011年2月26日，机场扩建工程全面启动。项目以2020年为建设目标年，飞行区等级为4D，设计年旅客吞吐量为220万人次，货邮吞吐量为1.6万吨，飞机起降架次为2.1万架次，总投资5.93亿元。工程内容包括机场飞行区等级升为4D，最大设计机型为波音767，新建站坪5.3万平方米、停机位9个，新建航站楼面积2.1万平方米，新建停车场1.3万平方米并设置高架桥，改造现有航站楼，配套建设航管楼、消防救援站等配套设施。新航站楼建设规模约1.95万平米，建设按单体两层建设，外设高架桥，设置贵宾接待室，预留国际通道，建筑宽度约220米，建筑立面造型犹如金鹏展翅，有神似桃花源及常德产珍珠的寓意。整个工程预计2015年5月投入使用。

## 航站楼

### 新航站楼（T2）
新航站楼建设规模约1.95万平米，建设按单体两层建设，外设高架桥，设置贵宾接待室，预留国际通道，建筑宽度约220米，建筑立面造型犹如金鹏展翅，有神似桃花源及常德产珍珠的寓意。
国内航班设值机柜台14个，安检通道4条；共有1个候机大厅，1个贵宾室和2条行李传输系统。
国际航班设值机柜台3个，安检通道2条；共有1个候机大厅。
国内航班值机柜台关闭时间为航班计划离港时间前30分钟。除春秋航空不能办理自助值机以外，其余航空公司航班的旅客若无托运行李可在自助机柜台办理。

### 旧航站楼（T1）
随着新航站楼投入运行，旧航站楼处理的航班全部转移到新航站楼。

## 航空公司與航點（2020冬季）
| 航空公司           | 目的地                               |
| ------------------ | ------------------------------------ |
| 中國南方航空（CZ） | 北京/大兴、深圳、广州、珠海、济南    |
| 北部湾航空（GX）   | 南寧、海口、天津、西安               |
| 春秋航空（9C）     | 上海虹桥、上海浦东、北海、昆明、宁波 |
| 华夏航空（G5）     | 重庆/江北、泉州、温州                |
| 东方航空（MU）     | 成都/双流、杭州                      |
| 吉祥航空（HO）     | 南京、惠州                           |
| 泰國越捷航空（VZ） | 曼谷/素万那普（2019.12-2020.2）      |

## 意外事件
2021年2月1日，厦门航空一架注册编号为B-7818的B737-800飞机在执行本场训练任务，中午12:02落地后，飞机滑行过程中，前轮滑出跑道，滑入跑道道肩。机上共6名机组成员，未搭载乘客，人员未受伤，飞机未造成损伤。

## 外部連結
- 常德機場（简体中文）